# 蒂卡姆西 (密蘇里州)
蒂卡姆西（英語：Tecumseh）是位於美國密蘇里州歐扎克縣的非建制地區。

## 歷史
蒂卡姆西的郵局自1898年營運至今。

## 地理
蒂卡姆西所處的海拔為高於海平面186米（即610英呎），而該地所採用的時區為UTC-6，即北美中部時區（CST）。同時該地設有夏令時間，為UTC-6調快一小時，即UTC-5（CDT）。